# Natalie (weboldal)
A Natalie (ナタリー) japán szórakoztatóipari hírekkel foglalkozó weboldal, melyet 2007. február 1-jén alapítottak. A weblapot a Natasha Inc. (ナターシャ) üzemelteti. A portál neve Julio Iglesias spanyol énekes Nathalie című dalából ered. A Natalie cikkeit olyan vezető portálok és közösségi hálózatok is átveszik, mint a Mobage Town, a GREE, a Livedoor, az Excite, a Mixi vagy a Yahoo! Japan. A vállalat a Twitteren is igen népszerű, több mint 300 000-es követőtáborával a harmadik legkövetettebb japán médiacég volt 2010 decemberében a Mainichi Shimbun és az Asahi Shimbun után.

## Története
Az internetes újság üzemeltetőjét, a Natashát (ナターシャ) 2005 decemberében alapította Ójama Takuja (elnök), Cuda Daiszuke (ügyvezető igazgató) és két meg nem nevezett személy. A vállalat 2006 februárjában részvénytársaság, míg 2007 januárjában nyilvánosan működő részvénytársaság lett.
A cég 2007. február 1-jén elindította a Natalie (ナタリー) híroldalt, melyet Julio Iglesias Natalie című daláról neveztek el. Az oldal kezdetben kizárólag a könnyűzenei hírekkel foglalkozott és a mindennapos frissítések – melyre a papíralapú média képtelen – ötlete köré építették fel. A weboldal opcionális regisztrációt is kínált, mellyel megjegyzéseket lehetett fűzni a hírekhez, illetve egy legfeljebb harminc előadóból álló figyelőlistát is létre lehetett hozni.
Az oldal gyorsan nőtt, 2008. december 25-én nyitották meg a mangákkal foglalkozó Comic Natalie allapot, 2009. augusztus 5-én a komikusokkal foglalkozó Ovarai Natalie allapot, illetve 2011. május 18-án a snackekekkel foglalkozó Ojacu Natalie allapot, bár utóbbi rövid életűnek bizonyult, augusztus 31-én be is zárt.

## Vezetőség
A Natasha, Inc. alapítója és megbízott igazgatója Ójama Takuja, aki egyben a zenei híroldal főszerkesztője. A Comic Natalie főszerkesztője 2011 óta Gen Karaki, aki többek között basszusgitározott a Speed, Ram Rider, Momoi Haruko és Katasze Nana számaiban.

## Kritikai fogadtatás
Az IT Media News média outlet szerint a Natalie zenei weboldalán számos olyan információ van, amire a keménymagos rajongók izgatottan várnak, a cikkek túl részletesek és az olvasók csak egy pillantást vetnek annak tartalmára.